# Geoff Palmer (Agrarwissenschaftler)
Sir Geoff Palmer (* 9. April 1940 in Saint Elizabeth Parish, Jamaika; † 11. Juni 2025 in Edinburgh) war ein aus Jamaika stammender britischer Akademiker und Menschenrechtsaktivist. Er war emeritierter Professor an der Fakultät für Biowissenschaften der Heriot-Watt University in Edinburgh.
Palmer entdeckte eine besondere Methode zur Aufbereitung von Gerste (Gerstenabriebverfahren). Im Jahr 1998 wurde Palmer mit dem Award of Distinction der American Society of Brewing Chemists geehrt, der als „Nobelpreis“ des Brauereiwesens gilt.
Im Jahr 1989 wurde er der erste schwarze Hochschullehrer in Schottland. Im Jahr 2014 wurde er von Elisabeth II als Knight Bachelor geadelt und 2024 von Charles III in den Distelorden aufgenommen.

## Leben
Palmer wurde in der Geminde Saint Elizabeth auf Jamaika geboren. Sein Vater verließ das Elternhaus, als er sieben Jahre alt war; danach zog seine Mutter 1948 nach England, um dort als Schneiderin zu arbeiten. Palmer gehörte zur Windrush-Generation und wuchs in Kingston, Jamaika, in der Obhut seiner acht Tanten auf.
Im März 1955 zog Palmer zu seiner Mutter nach London. In seiner ersten Schule wurde er als bildungsfern eingestuft und auf die Shelborne Road Secondary Modern geschickt. Aufgrund seiner Fähigkeiten im Cricket wurde er in die Cricket-Mannschaft der Londoner Schulen aufgenommen und erhielt einen Platz an der Highbury Grammar School.
1961 ging Palmer an die Universität von Leicester, wo er 1964 einen Abschluss in Botanik erwarb. Anschließend bewarb er sich für ein vom Landwirtschaftsministerium finanziertes Masterstudium an der Universität von Nottingham.
Seit 1977 lebte Palmer in Penicuik/Midlothian. Er war mit der Schulpsychologin Margaret Palmer verheiratet und hatte drei Kinder. Er starb am 11. Juni 2025 im Alter von 85 Jahren.

## Akademisches Wirken
Im Jahr 1964 wurde er für ein Promotionsstudium in Getreidewissenschaft und -technologie an dem Heriot-Watt College und der Universität Edinburgh angenommen. Sein Doktorvater in Edinburgh war der Chemiker Sir Edmund Hirst. Nach Abschluss seiner Doktorarbeit mit dem Titel „Ultra-structure of cereal grains in relation to germination“ (Ultrastruktur von Getreidekörnern in Bezug auf die Keimung) im Jahr 1967 begann er 1968 seine Forschungstätigkeit bei der Brewing Research Foundation in Surrey. 1977 kehrte er an die Heriot-Watt University zurück. 1985 wurde er zum Doktor der Wissenschaften promoviert und 1989 wurde ihm ein persönlicher Lehrstuhl in Heriot-Watt angeboten.
Hier konzentrierte er sich auf das Brauen mit Sorghum. Er entwickelte eine neue, einfache Methode zum Nachweis der Vorkeimung in Getreidekörnern, die Unterschiede in der Amylase-Aktivität einzelner Körner einer Gerstenprobe mit unterschiedlichem Vorkeimungsgrad aufzeigt, wobei die Ergebnisse in optischer Dichte ausgedrückt werden können.
Im Jahr 2021 wurde Palmer zum Kanzler der Heriot-Watt University ernannt.

## Menschenrechtsengagement
Palmer war ein prominenter Menschenrechtsaktivist. Von 1969 bis 1971 schrieb er eine Reihe von Artikeln für das Times Educational Supplement über Möglichkeiten zur Verbesserung der Bildung von Kindern aus ethnischen Minderheiten. Sein Buch über die Beziehungen zwischen den Ethnien mit dem Titel „Mr. White and the Ravens“ wurde erstmals 2001 veröffentlicht. Er schrieb im Januar 2012 einen Artikel für The Scotsman mit dem Titel „Stephen Lawrence analysis: Die Gesellschaft ist gemischter, aber der Rassismus ist nicht verschwunden – wir haben noch einen langen Weg vor uns“, dessen Titel seine Analyse der Lage zugewanderter Mitmenschen zusammenfasste. Palmer schrieb 2007 ein Buch über die Geschichte der Sklaverei („The Enlightenment Abolished: Citizens of Britishness“), worin er den Sklavenhandel brandmarkte.
Er war Ehrenpräsident des Edinburgh and Lothians Regional Equality Council (ELREC), einer in Edinburgh ansässigen Organisation, die sich für die Bekämpfung von Diskriminierung und die Förderung von Menschenrechten und Gleichstellung in der Gemeinschaft einsetzt.

## Schriften
- University of Edinburgh (Hrsg.): Ultra-structure of cereal grains in relation to germination. 1967, OCLC 606124041 (englisch, Dissertationsschrift).
- Mr White and the Ravens. Henry Publishing, 2005, ISBN 0-9549519-1-3 (englisch).
- The Enlightenment Abolished: Citizens of Britishness. Henry Publishing, 2007, ISBN 978-0-9549519-4-8 (englisch).

## Ehrungen
- 1998: Award for distinction in scientific research and good citizenship der American Society of Brewing Chemists (ASBC)
- 2004: Officer of the Order if the British Empire (OBE)
- 2009: Ehrendoktorwürde der Abertay University
- 2010: Ehrendoktorwürde der University of the West Indies
- 2014: Adelung für Verdienste um die Menschenrechte, die Wissenschaft und die Wohltätigkeit
- 2015: Ehrendoktorwürde der Heriot-Watt University
- 2020: Commander of Order of Distinction, Jamaika
- 2022: Edinburgh Award
- 2024: Ritter, Most Ancient and Most Noble Order of the Thistle (KT),